# El Mirage
El Mirage est une ville située dans l'État de l'Arizona, aux États-Unis dans le Comté de Maricopa. Sa population était de 25 531 habitants au recensement de 2006.

## Géographie
El Mirage est située à 33° 36′ 32″ N, 112° 19′ 29″ O.
Selon le Bureau du recensement des États-Unis, la ville a une superficie totale de 25,00 km2.

### Villes voisines
| Surprise |           | Sun City  |
|          | El Mirage | Youngtown |
|          | Glendale  | Peoria    |

## Démographie
| 1960  | 1970  | 1980  | 1990  | 2000  | 2010   |
| ----- | ----- | ----- | ----- | ----- | ------ |
| 1 723 | 3 258 | 4 307 | 5 001 | 7 609 | 31 797 |

## Transport

### Autoroute
- U.S. Route 60